# Trasmissione del suono in mare

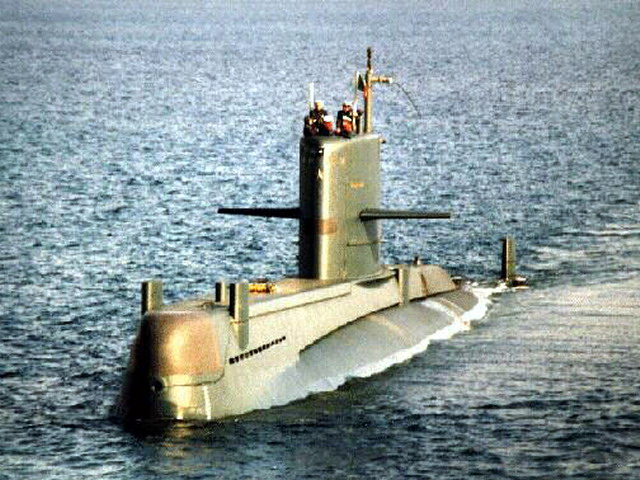
Sottomarino Sauro con sonar di navigazione.

La trasmissione del suono in mare è dipendente da alcuni fenomeni fisici che penalizzano il regolare funzionamento dei sonar delle navi e dei sottomarini.

## Ostacoli alla trasmissione del suono
La trasmissione del suono in mare è, il più delle volte, ostacolata da quattro fenomeni:
- Anomalia termica [2]

- Attenuazione per divergenza sferica

- Attenuazione per divergenza sferico-cilindrica

- Attenuazione per assorbimento

Dall'analisi di questi si determinano altrettante variabili che sono indispensabili per il calcolo di previsione della portata di scoperta dei sonar attivi e passivi

## L'anomalia termica
I raggi sonori che si propagano in mare sono suscettibili di deformazioni del loro percorso quando nelle zone di mare interessate la temperatura dell'acqua varia  in dipendenza della profondità .
Il fenomeno si manifesta per quella parte dei raggi acustici emessi dalla sorgente la cui inclinazione raggiunge un particolare valore indicato come angolo limite; per angoli inferiori o superiori a detto angolo il percorso dei raggi è normale.
Questa anomalia provoca attenuazioni abnormi della pressione acustica sì da creare delle zone d'ombra dove il segnale acustico non può arrivare.

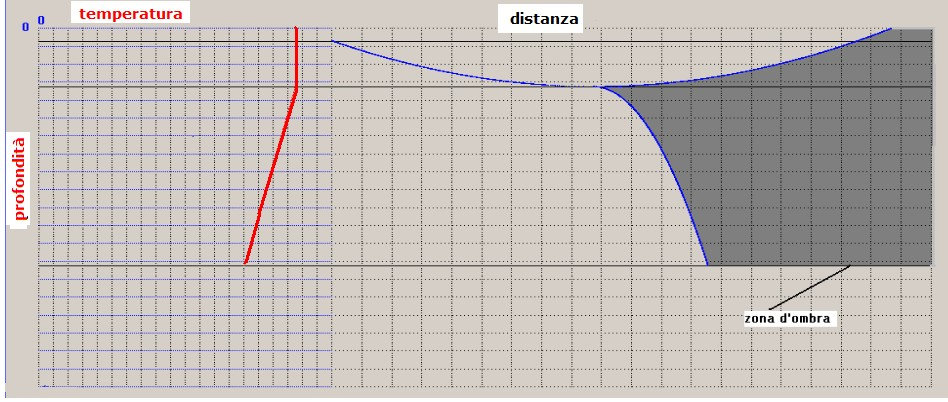
Tracciato di propagazione anomala, uno dei possibili casi: a tratto rosso l'andamento della temperatura dell'acqua in funzione della profondità, a tratto celeste il raggio limite, la zona in grigio lo spazio non percorso dai raggi acustici

Il profilo della variazione della temperatura dell'acqua , può essere, ad esempio, costante per il primo intervallo di quota e variabile nel secondo tratto.
Un raggio acustico che si propagasse normalmente in corrispondenza della costanza della temperatura, piegherebbe verso il basso dall'inizio dell'intervallo dove la temperatura inizia a decrescere.
Nella zona d'ombra che si generasse per la deformazione del percorso del raggio acustico, la pressione emessa dalla sorgente sarebbe praticamente nulla.
Il calcolo delle traiettorie  dei raggi acustici un mare è uno dei più complessi relativi alle problematiche di acustica subacquea, i primi studi risalgono all'epoca della seconda guerra mondiale, studi eseguiti con pesantissimi calcoli di tipo manuale, oggi sono disponibili software in grado di calcolare e tracciare i percorsi dei raggi acustici una volta inserita la variabile indipendente relativa alla legge di variabilità della temperatura in acqua.

## Attenuazione per divergenza sferica
Il fenomeno è relativo all'espandersi del suono generato da una sorgente acustica secondo le superfici di una sfera.
In tali condizioni la pressione acustica si riduce secondo il quadrato della distanza dalla sorgente.
Questo tipo di propagazione è indipendente dalla frequenza emessa dal generatore.

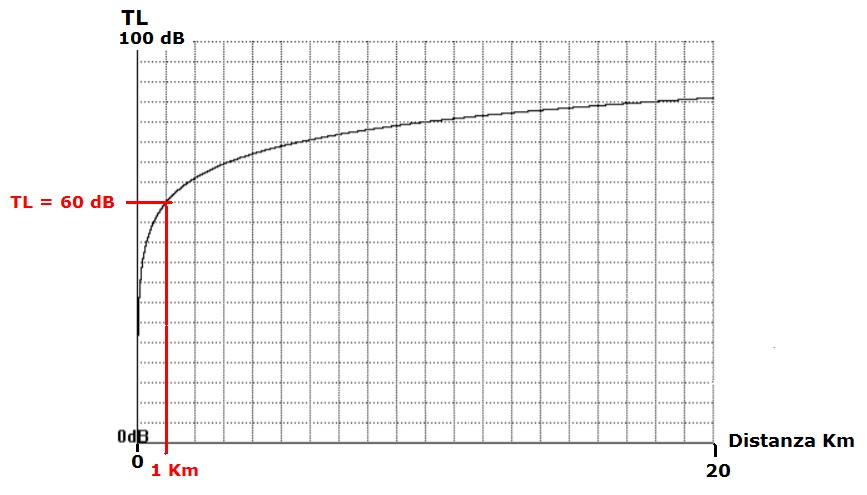
Propagazione sferica: Andamento di TL funzione di

L'attenuazione del suono per divergenza sferica , distinta con la sigla inglese TL (Target Loss)  , segue l'andamento della funzione:
{\displaystyle TL=60+20\cdot \log _{10}{R}}
Dove:
{\displaystyle TL} in   {\displaystyle dB} ( decibel )
{\displaystyle R} in  {\displaystyle km}
Ad esempio la coppia delle due variabili caratteristiche
- ascissa {\displaystyle R=1\ km}

- ordinata  {\displaystyle TL=60\ dB}

indica come la pressione dell'onda acustica si riduca da uno  ad un millesimo dopo aver percorso un tratto di mare di mille metri.

## Attenuazione per divergenza sferico-cilindrica
Il fenomeno della propagazione avviene, oltre che per onde sferiche, anche per onde cilindriche quando, in acque poco profonde,  le onde subiscono l’effetto riflettente del fondo e della superficie del mare.
In tal caso si ha una combinazione dei due modi di propagazione, nel primo tratto del percorso dalla sorgente, per circa {\displaystyle 1000\ m}, si verifica lo spostamento dell’energia acustica secondo onde sferiche, dopo si stabilisce, per effetto delle riflessioni il modo cilindrico; da {\displaystyle 1000\ m} in poi la pressione del suono si riduce linearmente secondo la distanza dalla sorgente.
Questo tipo di propagazione è indipendente dalla frequenza emessa dal generatore.

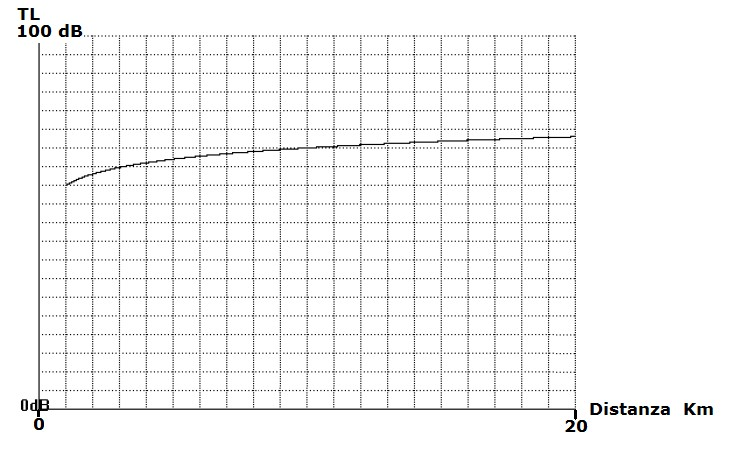
Propagazione sferico-cilindrica: TL funzione di (curva valida per)

L'attenuazione del suono per divergenza sferico cilindrica  segue l'andamento della funzione:
{\displaystyle TL=60+10\cdot \log _{10}{R}}
Dove:
{\displaystyle TL} in   {\displaystyle dB}
{\displaystyle R} in  {\displaystyle km}
Ad esempio la coppia di variabili
- ascissa {\displaystyle R=10\ km}

- ordinata  {\displaystyle TL=70\ dB}

indica come la pressione dell'onda acustica si riduca da uno a dieci milionesimi dopo aver percorso un tratto di mare di diecimila metri.

## Attenuazione per assorbimento
Il fenomeno è determinato dall'attenuazione del suono in mare a causa dell'attrito delle onde acustiche nel mezzo di trasmissione, è dipendente dalla frequenza della sorgente.

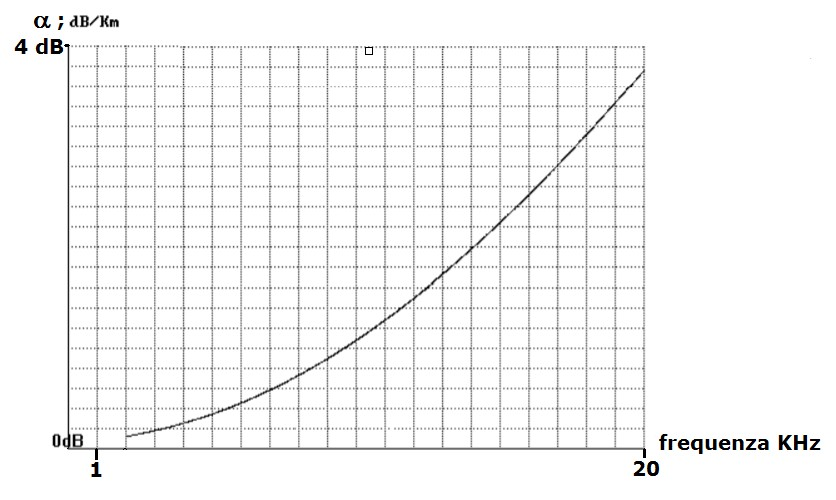
funzione di Thorp: in ascisse la frequenza, in ordinate l'attenuazione in

L'attenuazione per assorbimento segue la legge di W H Thorp:
{\displaystyle }
{\displaystyle \alpha =\left[{\frac {0.1\cdot f^{2}}{1+f^{2}}}\right]+\left[{\frac {40\cdot f^{2}}{4100+f^{2}}}\right]+\left[{\frac {2.75\cdot f^{2}}{10^{4}}}\right]}
dove:
{\displaystyle \alpha \ in\ dB/km}
{\displaystyle f\ in\ kHz}
Esempio di calcolo
Calcolo attenuazione per assorbimento:
- Frequenza del segnale emesso dal bersaglio {\displaystyle f=10\ kHz}

- Distanza del bersaglio {\displaystyle R=20\ km}

Dalla formula per {\displaystyle f=10\ kHz} si ha: {\displaystyle Att=1.08\ dB/km}
Alla distanza di  {\displaystyle 20\ km} dal bersaglio l'attenuazione  {\displaystyle Attr} del suo rumore per assorbimento è:
{\displaystyle Attr=1.08\ dB/km\cdot 20\ km=21.6\ dB}
In altri termini: la pressione dell'onda acustica di frequenza pari a diecimila Hertz emessa dal bersaglio si riduce da uno  a sette millesimi dopo aver percorso un tratto di mare di ventimila metri.

## note
Annotazioni
1. ↑   Alle variazioni della temperatura corrispondono variazioni della velocità del suono.
2. ↑   I profili della variazione della temperatura dell'acqua possono assumere innumerevoli geometrie
3. ↑   Il profilo della variazione della temperatura indicato è uno dei molteplici che possono verificarsi in mare.
4. ↑   Espansione delle onde acustiche, emesse da un generatore, secondo superfici sferiche
5. ↑  TL = attenuazione del livello acustico emesso da un bersaglio in funzione dalla distanza da esso
6. ↑   Il valore unitario indica la pressione acustica generata dal bersaglio ad un metro di distanza da esso
7. ↑  È la più comune forma di divergenza riscontrabile in mare, si sviluppa per onde sferiche per i primi {\displaystyle 1000\ m}, a seguire, a causa riflessioni dell'onda tra superficie e fondo si trasforma in onde cilindriche .
8. ↑  con il valore uno s'intende la pressione acustica generata dal bersaglio ad un metro di distanza da esso

Fonti
1. ↑  Urick, pp. 99-141.
2. ↑  De Dominics, pp. 174-203.
3. ↑  Del Turco, pp. 202-214.
4. ↑  Horton, p. 96.
5. ↑  Del Turco, pp. 194-200.
6. ↑  Thorp, pp 270.